# 博斯地区利翁
博斯地区利翁（法語：Lion-en-Beauce，法語發音：[ljɔ̃ ɑ̃ bos]）是法国卢瓦雷省的一个市镇，属于奥尔良区。

## 地理
博斯地区利翁（48°8'4"N, 1°56'4"E）面积7 平方千米，位于法国中央-卢瓦尔河谷大区卢瓦雷省，该省份为法国中北部省份，北起埃松省，西北接厄尔-卢瓦省，西南接卢瓦-谢尔省，南至涅夫勒省和谢尔省，东临约讷省，东北接塞纳-马恩省。
与博斯地区利翁接壤的市镇（或旧市镇、城区）包括：蒂韦尔农、桑蒂伊、瓦松、吕昂、当布龙。
博斯地区利翁的时区为UTC+01:00、UTC+02:00（夏令时）。

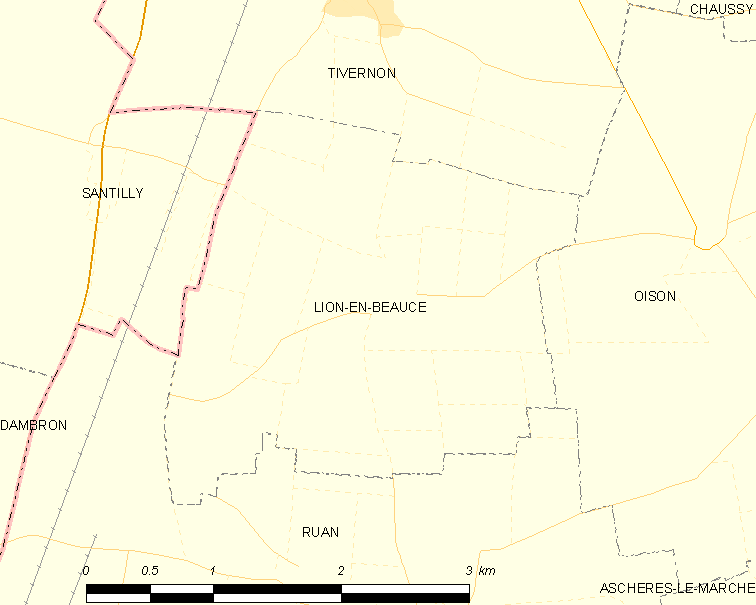
博斯地区利翁的OSM定位图

## 行政
博斯地区利翁的邮政编码为45410，INSEE市镇编码为45183。

## 政治
博斯地区利翁所属的省级选区为卢瓦尔河畔默恩县。

## 人口

1962-2008年间博斯地区利翁人口变化图示

博斯地区利翁于2022年1月1日时的人口数量为122人。